# Tangor
Pour l’article ayant un titre homophone, voir Tangorre.
Hybride
Parent  A  de l'hybridation 
   'Citrus ×tangerina'  
×

Parent  B  de l'hybridation 
  Citrus sinensis 
Classification phylogénétique
Le tangor est un agrume hybride issu du croisement entre une tangerine, Citrus ×tangerina et un oranger doux (Citrus sinensis).

## Cultivars
Les hybrides de mandarine (Citrus reticulata):
- Ellendale est un vieux tangor australien découvert en 1878[1].
- La clémentine est un hybride Willowleaf  × orange douce

- Ortanique est un cultivar originaire de Jamaïque[2]. Ce cultivar a une aréole à la base du fruit caractéristique de la variété. Il est assez rustique (résiste jusqu'à -8 °C). Le mot-valise provient de la fusion de « Orange Tangerine Unique[3] »
- King (« King of Siam », anciennement Citrus nobilis) groupe de fruits vietnamiens créé par Webber en 1948[4] qui comprend notamment l'orange du Cambodge ou Cam sành,
- Murcott (« Honey Murcott », « Murcott Honey orange », « Red », « Big Red », « Honey Bell tangelo »),
- Temple (« Magnet » du Japon), tangor naturel découvert à la Jamaïque en 1896[5].
- Kuchinotsu No. 37 (Kiyomi x Encore)
- Pontianak (Indonésie)
- Setoka (Obtension japonaise, Murcott x Kuchinotsu No.37)

Les hybrides de mandarine satsuma :
- Iyokan (Miyagawa × orange douce), Miyauchi Iyo, Othani Iyo
- Kiyomi (Miyagawa × Trovita navel), elle a donné Reikō
- Seto (Sugiyama Unshiu × Trovita navel)

### Hybrides de tangor
Le tangor japonais Kiyomi (1949) a engendré de nombreux hybrides qui constituent des générations de fruits de haute qualité obtenues principalement à Ehimé. Parmi les plus célèbres
- Dekopon, Kanpei, Setomi,
- double hybride Reikou ((Kiyomi x Encore) x (No. 5 x Marcott))

Le tangor 'Temple' la mandarine 'Orha' [Temple ×  Dancy (Citrus tangerina)] dont la marque israélienne mandarine Orri est une sélection.

## Production
Selon les cultivateurs et surtout le lieu de production, le fruit produit par l'arbre peut prendre des noms commerciaux divers :
- Produit à Chypre, on le nomme Mandora (mandarine-orange). Il arrive à maturité en février/mars et est d'une couleur orangée très soutenue. Il produit 60 % de son poids en jus, légèrement acidulé ;
- Produit aux États-Unis ou en Israël, il devient le Topaz ;
- Enfin on parlera de Tambor en Afrique du Sud.
- Produit à la Réunion : Le Tangor a été introduit à La Réunion dans les années 1970, il donne des arbres de vigueur moyenne et de productivité élevée. Le Tangor est principalement cultivé dans la commune de Petite-Île à La Réunion, cette commune concentre 90 hectares de vergers d'agrumes sur les 260 hectares que compte La Réunion. Petite-île met chaque année les agrumes à l'honneur en organisant la foire aux agrumes courant juin.

En Espagne, il prend les deux noms soit d'ortanique soit de Villa late. Au Maroc, la marque Ortaline le qualifie aussi. L'Uruguay le nomme Uruline, tandis que l'Australie l'appelle Australique. Ce tangor exceptionnel au point de vue cultural et de calibre gros à très gros est implanté dans toutes les zones agrumicoles du monde.